# Grethe Rask
Margrethe P. Rask (Thisted, 1930 – Copenhague, 12 de dezembro de 1977), mais conhecida como Grethe Rask foi uma médica e cirurgiã dinamarquesa no Zaire (atual República Democrática do Congo). Após criar seu próprio hospital numa vila denominada Abumombazi em 1972, ela passou a trabalha no hospital da Cruz Vermelha dinamarquesa em Kinshasa in 1975. Ela retornou à Dinamarca em 1977 após desenvolver sintomas de uma doença infecciosa desconhecida, que mais tarde se descobriu ser AIDS. Três anos e meio mais tarde, em junho de 1981, os Centros de Controle e Prevenção de Doenças reconheceram tratar-se de AIDS. Rask foi uma das primeiras pessoas não africanas (junto com Arvid Noe)  que se sabe ter morrido de doenças ligadas à AIDS.

## Início, formação e período inicial no Zaire (1930–1974)
Nascida em 1930 na cidade dinamarquesa de Thisted, a dr.ª Rask praticou a medicina no Zaire por um breve período em 1964, quando foi chamada de volta à Europa para continuar seu treinamento em cirurgia gástrica e em doenças tropicais, sendo que de 1972 a 1977, ela trabalhou primeiramente num pequeno hospital local na vila de Abumombazi, e depois no hospital da Cruz Vermelha Dinamarquesa em Kinshasa a partir de 1975. Ela provavelmente expôs-se ao HIV em 1964. Seu amigo e colega, Ib Bygbjerg (médico infectologista), escreveu numa carta em 1983 ao The Lancet que  "enquanto trabalhava como cirurgiã sob condições primitivas, ela [Rask] provavelmente se expôs pesadamente ao sangue e às excreções dos pacientes africanos."

## Doença e morte (1975–1977)
Rask aparentemente sofreu com sintomas que eram prenúncio da AIDS desde o final de 1974, dentre eles diarreia, inchaço dos nódulos linfáticos, perda de peso e fadiga. Embora os sintomas aparentemente tenham sido aliviados após tratamento com remédios em 1975; entretanto, estes retornaram agravados posteriormente. Após uma viagem de férias à África do Sul em julho de 1977, ela não conseguia mais respirar e passou a depender de oxigênio em cilindros. Ela retornou à Dinamarca, onde foram feitos testes no Rigshospitalet  emCopenhague, pelos quais se descobriu que ela contraíra várias infecções oportunistas, dentre elas por Staphylococcus aureus, candidíase e Pneumocystis jiroveci  (pneumocistose). Testes também mostraram que Rask possuía uma contagem quase zerada de linfócitos T, o que levou a um sistema imunológico severamente deprimido. À época, os médicos que trataram Rask não sabiam como explicar a evolução de sua doença, que em retrospecto veio a ser como um dos primeiros casos de AIDS registrados fora da África.
Após numerosos testes e tratamentos malsucedidos, ela terminou por voltar para sua casa rural num fiorde em novembro de 1977, onde sua companheira de longa data (uma enfermeira) cuidou dela. Ela voltou para mais testes em dezembro no Rigshospitalet em Copenhague, onde ficou até falecer de pneumonia relacionada à AIDS, causada por Pneumocystis jiroveci em 12 de dezembro de 1977.

## Necrópsia e testes
Uma necrópsia subsequente revelou que os pulmões de Rask estavam repletos de um fungo denominado Pneumocystis jiroveci, um tipo raro de pneumonia que afetava principal pessoas que estavam imunodeficientes e que hoje se reconhece como sintoma característico da AIDS. Amostras do sangue de Rask foram postas em ensaio em Copenhague em 1984 em seguida à pesquisa extensiva sobre a  AIDS. O teste foi feito com uma versão inicial do ELISA, cujo resultado foi negativo para HIV/AIDS. Entretanto, dois testes posteriores foram feitos nos Estados Unidos com recursos mais avançados em 1987: ambos deram positivo. Assim sendo, Rask foi uma das primeiras pessoas não africanas a terem morrido em consequência da AIDS.